# Amphiglossus johannae
Espèce
Synonymes
- Gongylus johannae Günther, 1880
- Gongylus teres Vaillant, 1887

Statut de conservation UICN

 LC  : Préoccupation mineure
Amphiglossus johannae est une espèce de sauriens de la famille des Scincidae.

## Répartition
Cette espèce est endémique de l'archipel des Comores. Elle se rencontre :
- à Mayotte ;
- sur les îles d'Anjouan, de Grande Comore et de Mohéli ;

## Étymologie
Cette espèce est nommée en référence au lieu de sa découverte, l'île d'Anjouan.

## Publication originale
- Günther, 1880 : Description of new species of reptiles from eastern Africa. Annals and Magazine of Natural History, sér. 5, vol. 6, p. 234-238 (texte intégral).